# Notophthiracarus gongylos
Notophthiracarus gongylos är en kvalsterart som beskrevs av Wojciech Niedbała 2006. Notophthiracarus gongylos ingår i släktet Notophthiracarus och familjen Phthiracaridae. Inga underarter finns listade i Catalogue of Life.